# Aeroportul Municipal Danbury
Aeroportul Municipal Danbury (IATA: DXR, ICAO: KDXR, FAA LID: DXR) este un aeroport din Connecticut, Statele Unite ale Americii. Aeroportul a fost tranzitat în 2019 de 90 de pasageri.
Situat la o altitudine de 140 m, aeroportul dispune de 2 piste.

## Infrastructură

### Piste
Aeroportul dispune de 2 piste. Pista 8/26 are suprafața de asfalt și dimensiunile 4.422 picioare × 150 picioare. Pista 17/35 are suprafața de asfalt și dimensiunile 3.135 picioare × 100 picioare. 